# Giovanni Arlotti
Giovanni Arlotti war ein Kardinal der Römischen Kirche. Er war Chorherr in der Peterskirche zu Rom.
Der römische Gegenpapst Nikolaus V. ernannte ihn am 15. Mai 1328 zum Kardinaldiakon von San Nicola in Carcere (Pseudokardinal). Arlotti wurde daraufhin vom in Avignon residierenden Papst Johannes XXII. exkommuniziert. Sein weiterer Lebensweg ist unbekannt.